# Esra Ersen
Esra Ersen (geboren 1970 in Ankara) ist eine türkische Künstlerin. 2019 erhielt sie den Rompreis der Deutschen Akademie Rom Villa Massimo, und 2023 wurde sie mit dem Konrad-von-Soest-Preis des Landschaftsverbandes Westfalen-Lippe ausgezeichnet. Sie lebt und arbeitet in Berlin.

## Biografie
Esra Ersen studierte ab 1988 an der Kunstfakultät der Marmara-Universität in Istanbul und machte dort 1992 ihren Abschluss, danach blieb sie dort bis 1995 in einem Postgraduiertenprogramm. 1998 erhielt sie Förderpreise der ACC-Galerie und der Stadt Weimar sowie von der NRW-Stiftung im Künstlerdorf Schoppingen in Deutschland. Von 1999 bis 2000 ging sie in ein Postgraduierten-Programm der Ecole Beauxs-Arts de Nantes in Frankreich. Weitere Förderungen und Stipendien erhielt sie unter anderem 2001 vom International Programme for Visual and Applied Arts  in Stockholm, 2004 vom Rooseum Center for Contemporary Art in Malmö, 2004 vom Casino Luxembourg-Forum d’art Contemporain, Luxembourg, 2006 Delfina Foundation, London, 2009 Arbeitsstipendium Berliner Senat, 2012 vom Civitella Ranieri Foundation in Umbria in Italien, 2015 von der Kulturakademie Tarabya sowie 2022 und 2023 von der Stiftung Kunstfonds. Sie war zudem Lehrbeauftragte an der Royal Danish Art Academy 2004, Helsinki Fine Arts Academy und Gastprofessor an der Hochschule für Bildende Künste Dresden, 2007.
Esra Ersen hat an zahlreichen Ausstellungen und Biennalen teilgenommen darunter an 14. Istanbul Biennale, 2015; 27. São Paulo Biennale 2006; 4. Liverpool Biennale, 2006; 8. Istanbul Biennale; die 4. Gwangju Biennale, 2002; Manifesta 4, 2002, Frankfurt; 4. Istanbul Biennale.
Am 31. August 2023 erhielt sie den mit 35.000 Euro dotierten Konrad-von-Soest-Preis des Landschaftsverbands Westfalen-Lippe und wurde mit einer Ausstellung ihrer Fotografien, Installationen und Videoarbeiten im Lichthof des LWL-Museums für Kunst und Kultur geehrt.

## Werk
In ihren Arbeiten beschäftigt sich Ersen mit Formen der Identität und ihrer Veränderung unter dem Einfluss unterschiedlicher politischer Machtstrukturen. Sie arbeitet zu Themen der Bildung kultureller Identitäten und der von Klischees geprägten Wahrnehmung. „Voll heiterer Subversion basiert Esra Ersens Arbeit auf einer empirischen und analytischen Untersuchung sozialer Situationen in Auseinandersetzung mit Kultur, Mythen, Riten und Wirtschaft“ schrieben die Organisatoren der Ausstellung In Search of Europe? zu ihrer Arbeit, bei der sie ihr Werk When Thinking Some Play with the Mustache, Others Cross Arms über Erinnerungslücken und weiße Flecken in der Geschichte Bulgariens zeigte.
Für ihre Arbeit Karussell von 1998 etwa hat sie Schüler des Kölner Hansagymnasiums Tonköpfe typischer „Türken“ modellieren lassen. Mit Schülern einer Sekundarschule in Velen entwickelte sie im gleichen Jahr die Installation „I am Turkish, I am Honest, I am Diligent“, bei denen die Kinder türkische Schuluniformen trugen und täglich notierten, wie sie sich beim Tragen der Uniform fühlten. In der Videoarbeit „A Possible History III“ arbeitete sie das vergangene Jahrhundert türkischer Geschichte auf.

## Ausstellungen (Auswahl)
- 2023: A Possible History, LWL-Museum für Kunst und Kultur, Münster, curated by Dr. Marianne Wagner
- 2022: Heritage, Gallery Françoise Heitsch, München
- 2019: What We Know, Swimming Pool, Alma Mater Gallery and National Library, Sofia
- 2015: A Possible History, SALT Ulus, Ankara, Turkey, curated by Vasıf Kortun
- 2013: Landed, Richmond Art Gallery, British Columbia, Canada
- 2011: Kunstverein Aalen
- 2010: Passengers, Yapı Kredi Culture and Art, Istanbul
- 2009: Passengers, Tanas, Berlin
- 2008: rahncontemporary, Zürich
- 2007: Elsewhere, Kunsthaus Baselland, Basel
- 2005: Frankfurter Kunstverein, Frankfurt
- 2002: The O.K Center for Contemporary Art, Linz, Österreich
- 2002: Bildmuseet Umeå, Umea, Schweden
- 2001: If You Could Speak Swedish, Moderna Museet, Stockholm
- 1997: Maçka Sanat Galerisi, Istanbul
- 1995: Dialogues in Istanbul

## Belege
1. ↑  Villa Massimo | Esra Ersen. Abgerufen am 4. Januar 2024.
2. ↑  Kulturelle Identitäten und soziale Wirklichkeiten: Konrad-von-Soest-Preis 2023 an Esra Ersen. Abgerufen am 4. Januar 2024.
3. 1 2  CV von Esra Ersen auf der offizielle Homepage der Künstlerin; abgerufen am 7. Dezember 2023.
4. ↑  IASPIS – International Programme for Visual and Applied Arts. 12. Dezember 2023, abgerufen am 4. Januar 2024 (amerikanisches Englisch).
5. ↑  Start. Abgerufen am 4. Januar 2024 (sv-SE).
6. ↑  Esra Ersen. Abgerufen am 4. Januar 2024 (amerikanisches Englisch).
7. ↑  Kulturakademie Tarabya: Kulturakademie Tarabya | Esra Ersen. Abgerufen am 4. Januar 2024 (türkisch).
8. ↑  14. İstanbul Bienali / 14th Istanbul Biennial. Abgerufen am 4. Januar 2024.
9. ↑  8th International Istanbul Biennial. Abgerufen am 4. Januar 2024.
10. ↑  manifesta 4. Abgerufen am 4. Januar 2024.
11. ↑  Johannes Loy: Esra Ersen und ihre Sicht auf Mensch und Welt. Westfälische Nachrichten, 28. August 2023; abgerufen am 7. Dezember 2023.
12. 1 2 3  Esra Ersen, Darstellung zur Verleihung des Konrad-von-Soest-Preises auf kunstraum-muenster.de, 1. Oktober 2023; abgerufen am 7. Dezember 2023.
13. ↑  Esra Ersens, Küstlerinnenvorstellung zur Ausstellung In Search of Europe?; abgerufen am 7. Dezember 2023.

| Personendaten    | Personendaten        |
| ---------------- | -------------------- |
| NAME             | Ersen, Esra          |
| KURZBESCHREIBUNG | türkische Künstlerin |
| GEBURTSDATUM     | 1970                 |
| GEBURTSORT       | Ankara               |